# Estação Parque de los Venados
A Estação Parque de los Venados é uma das estações do Metrô da Cidade do México, situada na Cidade do México, entre a Estação Eje Central e a Estação Zapata. Administrada pelo Sistema de Transporte Colectivo, faz parte da Linha 12.
Foi inaugurada em 30 de outubro de 2012. Localiza-se no cruzamento da Avenida Municipio Libre com o Beco Callejón Ixcateopan e a Rua Prolongación Xochicalco. Atende o bairro Santa Cruz Atoyac, situado na demarcação territorial de Benito Juárez. A estação registrou um movimento de 3.609.186 passageiros em 2016.